# 塔季扬娜·丽奥兹诺娃
塔季扬娜·丽奥兹诺娃（俄语：Татья́на Миха́йловна Лио́знова，1924年7月20日—2011年9月29日）是苏联和俄羅斯电影导演以及猶太人，曾導演電影《春天的十七个瞬间》。丽奥兹诺娃曾在高尔基电影制片厂工作。她一生只拍摄了六部电影。1984年，丽奥兹诺娃獲得苏联人民艺术家這一榮譽。 

## 荣誉与奖项
- 祖国功勋勋章 ;
- 劳动红旗勋章
- 各民族人民友谊勋章
- 十月革命勋章 （1982）
- 苏联人民艺术家 （1984）
- 俄罗斯苏维埃联邦社会主义共和国人民艺术家 （1974）
- 俄罗斯苏维埃联邦社会主义共和国功勋艺术家 （1969）